# Илия Йованович
Илия Йованович, известен като Чеслав Пчински (на сръбски: Илија Јовановић, Часлав Пчињски), е сръбски революционер, деец на сръбската въоръжена пропаганда в Македония от началото на XX век.

## Биография
Илия Йованович е на 2 август 1878 година роден във вранското село Преображение, Сърбия. Завършва основно образование във Враня, гимназия в Парачин, учителска школа в Белград и подофицерска артилерийска школа в Крагуевац. В 1904 година се присъединява към сръбската пропаганда в Македония, тогава е с чин поручик. В началото на 1905 година е назначени за шеф на горския щаб за Източното Повардарие на сръбския комитет в планината Козяк. Успява да реорганизира и стегне сърбоманските села в околността след големите поражения на сръбски чети в Петралица, Беляковци и други. Под негово ръководство действат четите на Вангел Скопянчето, Кръсте Търговищки, Христо Старачки, Спас Гарда, Темелко Байрактаров, Йован Довезенски, Коста Пекянец и Георги Скопянчето. Поболява се в планината и през 1906 година е принуден да се върне в Сърбия на лечение, като е заместен на поста си от Михайло Ристич - Джервинац.
Обратно във Враня Илия Йованович продължава да се занимава с организацията на сръбския комитет. Болестта се усложнява и умира в началото на 1913 година в Белград.